# Arco percutor

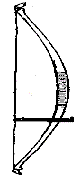
Arco percutor.

El arco percutor es un instrumento de percusión de cuerda de origen indígena mexicano y estadounidense, común en otras culturas. 
Se trata de un mástil curvo de madera cuya parte superior lleva un rodete por el cual se introduce una cuerda de piel gruesa o hilo resistente que se ata a los extremos de la base del arco; esta base es ancha y presenta un orificio en la mitad, por donde pasa el palo percutor o la flecha. Se usaba en diversas danzas.